# Youcef Benamara
Youcef Benamara (sinh ngày 24 tháng 4 năm 1984 ở Guelma) là một cầu thủ bóng đá người Algérie thi đấu cho JS Kabylie ở Giải bóng đá hạng nhất quốc gia Algérie.